# Homat el Diyar
Homat el Diyar (letterlijk: bewakers van het land) is het Syrische volkslied.
De tekst is geschreven door de Syrische dichter Khalil Mardam Bey (1895-1959) (die van 1953 tot 1954 ook minister van buitenlandse zaken was) en de muziek is gecomponeerd door de Libanese broers Mohammed Salim Flayfel (1899-1985) en Ahmed Salim Flayfel (1906-1991) die ook samen het volkslied voor Palestina componeerden, alsmede veel andere Arabische liederen.
Homat el Diyar werd in 1936 aangenomen als Syrisch volkslied, maar weer buiten gebruik gesteld toen Syrië in 1958 lid werd van de Verenigde Arabische Republiek. Toen Syrië na een staatsgreep in 1961 uit de V.A.R. trad werd het lied weer in ere hersteld.

## Arabische tekst entranscriptie
حـماةَالـديارِعليكمْ سـلامْ
أبَتْ أنْ تـذِلَّ النفـوسُ  الكرامْ
عـرينُ العروبةِ بيتٌ حَـرام
وعرشُ الشّموسِ حِمَىً لا يُضَامْ
ربوعُ الشّـآمِ بـروجُ العَـلا
تُحاكي السّـماءَ بعـالي السَّـنا
فأرضٌ زهتْ بالشّموسِ الوِضَا
سَـماءٌ لَعَمـرُكَ أو  كالسَّـما
رفيـفُ الأماني وخَفـقُ الفؤادْ
عـلى عَـلَمٍ ضَمَّ شَـمْلَ البلادْ
أما فيهِ منْ كُـلِّ عـينٍ سَـوادْ
ومِـن دمِ كـلِّ شَـهيدٍ مِـدادْ؟
نفـوسٌ أبـاةٌ ومـاضٍ مجيـدْ
وروحُ الأضاحي رقيبٌ عَـتيدْ
فمِـنّا الوليـدُ و مِـنّا الرّشـيدْ
فلـمْ لا نَسُـودُ ولِمْ لا نشـيد
humāta-d-diyāri °alaykum salām
abat an tadhilla-n-nufūsu-l-kirām
°arīnu-l-°urūbati baytun harām
wa °arshu-sh-shumūsi himān lā yudām
rubū°u-sh-shāmi burūju-l-°alā
tuhākī-s-samā'a bi°ālī-s-sanā (2×)
fa'ardun zahat bi-sh-shumūsi-l-widā
samā'un la°amruka aw ka-s-samā
rafīfu-l-amānī wa chafqu-l-fu'ād
°alā °alamin damma shamla-l bilād
amā fīhi min kulli °ainin suwād
wa min dammi kulli shahīdin midād
nufūsun ubātun wa mādin majīd
wa rūhu-l-adāhī raqībun °atīd (2×)
fa minna-l-walīdu wa minna-r-rashīd
fa lim lā nasūdu wa lim lā nashīd

## Nederlandse vertaling

### Eerste couplet
humāta-d-diyāri °alaykum salām
Verdedigers van het vaderland, gegroet!
abat an tadhilla-n-nufūsu-l-kirām
zij weigeren zich te vernederen, de edele personen
°arīnu-l-°urūbati baytun harām
het leeuwenhol van het Arabisme is een beschermd tehuis
wa °arshu-sh-shumūsi himān lā yudām
en de zetel van de zonnen is een niet te beschadigen heiligdom
rubū°u-sh-shāmi burūju-l-°alā
de gebieden van Syrië zijn burchten van verhevenheid
tuhākī-s-samā'a bi°ālī-s-sanā
zij lijken op de hemel met de zuiverheid van een schittering
fa'ardun zahat bi-sh-shumūsi-l-widā
zodat een land bloeit onder zuivere zonnen
samā'un la°amruka aw ka-s-samā
waarlijk een hemel of gelijk aan een hemel

### Tweede couplet
rafīfu-l-amānī wa chafqu-l-fu'ād
het glinsteren van het verlangen en het kloppen van het hart
°alā °alamin damma shamla-l bilād
voor een teken dat de eenwording van het land tot stand brengt
amā fīhi min kulli °ainin suwād
zeker, zij is op het zwart van elk oog
wa min dammi kulli shahīdin midād
en is er inkt uit het bloed van elke martelaar?
nufūsun ubātun wa mādin majīd
een voorouder en een glorieus verleden
wa rūhu-l-adāhī raqībun °atīd
en de geest van de bloedoffers is een attente bewaker
fa minna-l-walīdu wa minna-r-rashīd
want wij hebben de nieuw geborene en wij hebben de rechtgeleide weg
fa lim lā nasūdu wa lim lā nashīd
want waarom zullen wij niet heersen en waarom niet opbouwen?